# Clóvis Graciano

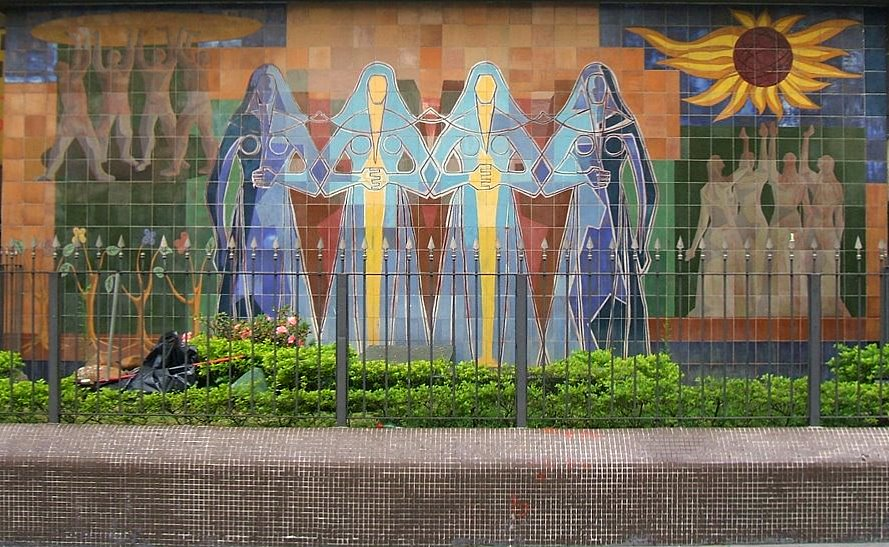
"Alabarda" (1959), mural na fachada do Edifício Nações Unidas, na Avenida Paulista.

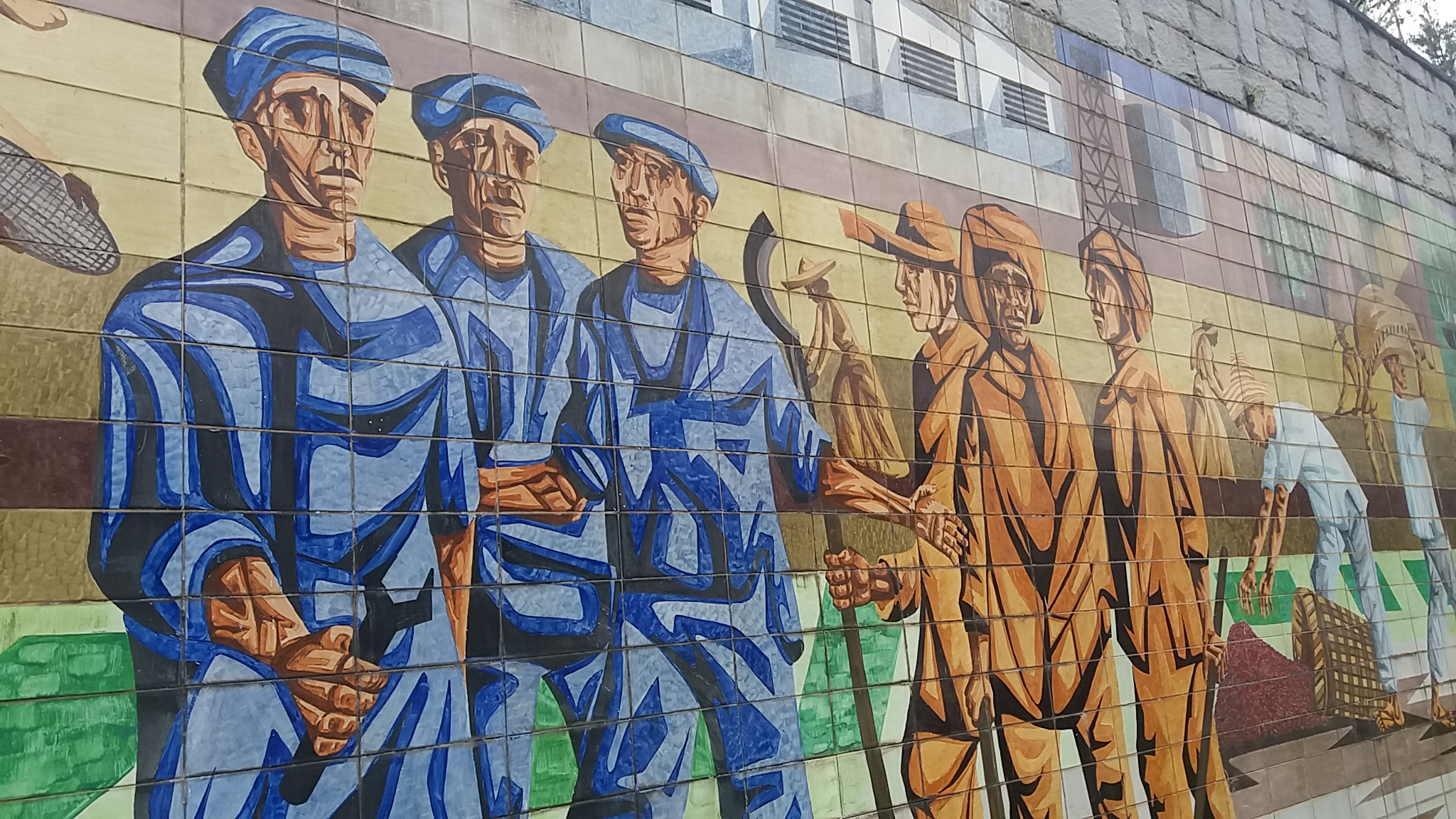
Mural "A Cidade de Hoje" (1969), em São Paulo

Clóvis Graciano (Araras, 29 de janeiro de 1907 — São Paulo, 29 de junho de 1988) foi um muralista, pintor, desenhista, cenógrafo, figurinista e ilustrador brasileiro.
Destacou-se em vários campos das artes plásticas, principalmente na produção de murais. Há cerca de 120 deles registrados no Brasil, concentrados majoritariamente na cidade de São Paulo.
Em sua carreira, Graciano permaneceu fiel ao figurativismo, jamais tendo atração pelo abstracionismo. Tratou constantemente de temas sociais, como os trabalhadores rurais, operários e retirantes, além de temas históricos como as bandeiras e bandeirantes e indígenas.

## Biografia

### Juventude
Filho da imigrante italiana Caterina Graziano, nunca foi registrado por seu pai. Em 1927 empregou-se na Estrada de Ferro Sorocabana, em Conchas, interior do estado de São Paulo, passando a pintar postes e porteiras para as estações ferroviárias.
Aos 25 anos, combateu na Revolução Constitucionalista de 1932.
Em 1934 transferiu-se para São Paulo, como fiscal do consumo, passando a partir daí a dividir seu tempo entre o emprego e a pintura de cavalete. Nesse período, conheceu o pintor Candido Portinari, com quem estabeleceu amizade e de quem recebeu aconselhamentos para iniciar estudos formais em desenho e aquarela.

### Envolvimento com as artes
Em 1937, já tendo travado contato com a arte de Alfredo Volpi, Clóvis Graciano instalou-se no Palacete Santa Helena e integrou, então, o Grupo Santa Helena, com os artistas Francisco Rebolo, Mario Zanini, Aldo Bonadei, Fulvio Pennacchi, Alfredo Rizzotti, Humberto Rosa e outros, além do próprio Volpi.
Em 1944, deixou o cargo de fiscal de consumo para dedicar-se somente às artes. Até então, vinha participando de concursos e exposições individuais, ganhando prêmios e medalhas.
Ilustrou em 1947 a obra Luzia-Homem, do romancista cearense Domingos Olímpio, para a coleção dos Cem Bibliófilos do Brasil. Além disso, ilustrou diversas outras obras, incluindo livros de Jorge Amado e Dorival Caymmi.
Entre 1949 e 1951, foi estudar em Paris após ser contemplado com o prestigiado Prêmio Viagem ao Estrangeiro do Salão Nacional de Belas Artes. Lá visitou museus e travou conhecimentos com outros artistas, além de aprender técnicas de produção de telas à óleo e murais com mosaicos. 

### Retorno ao Brasil
Ao retornar ao país em 1951, realizou diversos murais em áreas públicas e privadas, ocupando grandes dimensões e utilizando o mosaico e o azulejo. O estilo dos murais (e também das pinturas em cavalete) é figurativo, com representação de tipos sociais, tendo a atividade do trabalho como destaque. Em entrevista cedida em 1956 para o jornal Última Hora, Graciano afirma:
"Ultimamente estou procurando na pintura (...) fixar a vida das gentes simples do Brasil. Quero mostrar em meus trabalhos, principalmente nos painéis que serão vistos pelo povo, o que é esse próprio povo. Ele se reconhecerá nos muitos personagens que constituirão minha obra. Como num romance cíclico, o povo aparecerá na figura tosca de um machadeiro, no desempenho dos boiadeiros, nos vultos curvados dos homens que plantaram o café (...). Pedreiros, metalúrgicos, colonos, tipógrafos - esses são os heróis do meu livro".
Em 1971, exerceu a função de diretor da Pinacoteca do Estado de São Paulo, e presidente da Comissão Estadual de Artes Plásticas e do Conselho Estadual de Cultura.
Além da pintura, Graciano dedicou-se a diversas atividades paralelas, lecionando cenografia na Escola de Arte Dramática de São Paulo (EAD), e ilustrando capas de livro (para autores como Jorge Amado e Graciliano Ramos).

## Destruição do Monumento ao Trabalhador em Goiânia
Em 1959, foi inaugurado um monumento em Goiânia no centro da Praça do Trabalhador, elaborado por dois murais de Clovis Graciano: "Luta dos Trabalhadores" e "Mundo do Trabalho".  Os painéis situavam-se em frente à Estação Ferroviária da cidade, e eram dispostos em semicírculo e sustentados por pilastras de concreto ao molde de cavaletes e rodeados por espelhos d'água. O projeto arquitetônico foi assinado pelo arquiteto goiano Elder Rocha Lima.
Por seu poder simbólico, o local se tornou ponto de encontro para manifestações no Dia do Trabalho. O painel se referia a várias cenas relacionadas à luta dos trabalhadores, incluindo referências aos enforcados de Chicago, que lutaram pela jornada de 8 horas no fim do século XIX. Logo, os painéis não eram bem vistos durante a repressão da ditadura militar no Brasil.
Numa madrugada de abril de 1969, ativistas do Comando de Caça aos Comunistas (CCC) derramaram piche fervido nos dois murais. A pasta preta cobriu a quase totalidade das duas superfícies. Nenhuma providência foi tomada para a limpeza e recuperação das pastilhas, que rapidamente se descolavam das duas bases de concreto. Em 1973, o prefeito Manoel dos Reis determinou a raspagem das pastilhas, sem critérios de restauro. Por fim, em 1986, o prefeito Joaquim Roriz determinou a demolição das pilastras de concreto que sustentavam os painéis.
Desde 1990 são propostas iniciativas para reconstrução do monumento, porém sem resultados concretos.

## Principais obras
Parte de seus murais foi executada em prédios públicos, enquanto outra se localiza em edifícios privados e residências. Há ainda obras em acervos de museus e coleções particulares do Brasil e do exterior. Estima-se que o artista possua cerca de 100 murais realizadas na cidade de São Paulo, e outros distribuídos pelo país.
| Mural                                                                                | Ano  | Área    | Local                                                         | Cidade                   | Conservação                | Técnica         |
| ------------------------------------------------------------------------------------ | ---- | ------- | ------------------------------------------------------------- | ------------------------ | -------------------------- | --------------- |
| Residência Miguel Abujamra                                                           | 1950 | Externa | Bairro do Sumaré                                              | São Paulo/SP             | Preservado                 | Mosaico vidroso |
| A partida da Bandeira                                                                | 1951 | Interna | Edifício O Estado de São Paulo / Hotel Jaraguá                | São Paulo/SP             | Preservado                 | -               |
| Alegoria às Artes                                                                    | 1952 | Interna | Teatro João Caetano                                           | São Paulo/SP             | Preservado                 | Pintura mural   |
| Sem título                                                                           | 1953 | Interna | Edifício Lausanne                                             | São Paulo/SP             | Preservado                 | Pintura mural   |
| Sem título (em parceria com Di Cavalcanti)                                           | 1953 | Interna | Pavilhão de Recepção de Autoridades do Aeroporto de Congonhas | São Paulo/SP             | Preservado                 | Pintura mural   |
| Sem título                                                                           | 1954 | Externa | Mercado do Marapé                                             | Santos/SP                | Preservado                 | Mosaico vidroso |
| Sem título                                                                           | 1955 | Externa | Edifício Bienal, bairro de Moema                              | São Paulo/SP             | Preservado                 | Mosaico vidroso |
| Alabarda                                                                             | 1959 | Externa | Edifício Nações Unidas                                        | São Paulo/SP             | Preservado                 | Azulejo         |
| Monumento ao Trabalhador (dois painéis: A Luta do Trabalhador e O Mundo do Trabalho) | 1959 | Externa | Praça do Trabalhador                                          | Goiânia/GO               | Demolido                   | Mosaico vidroso |
| Os bandeirantes                                                                      | 1959 | Externa | Conjunto Industrial da Willys Overland / Ford do Brasil       | São Bernardo do Campo/SP | Preservado                 | Mosaico vidroso |
| Os bandeirantes hoje                                                                 | 1959 | Interna | Conjunto Industrial da Willys Overland / Ford do Brasil       | São Bernardo do Campo/SP | Preservado                 | Pintura mural   |
| Armistício de Iperoig                                                                | 1962 | Interna | FAAP                                                          | São Paulo/SP             | Preservado                 | Azulejo         |
| Painéis do Banco Comercial Brasileiro                                                | 1962 | Interna | Banco Comercial Brasileiro S.A. (extinto)                     | São Paulo/SP             | Preservado (atual empório) | Mosaico vidroso |
| Subida da Serra, Os Bandeirantes, Epopeia do Café e A Cidade de Hoje                 | 1969 | Externa | Avenida Rubem Berta (muro)                                    | São Paulo/SP             | Preservado                 | Azulejo         |
| Partida dos Bandeirantes                                                             | 1969 | Interna | Câmara Municipal de São Paulo                                 | São Paulo/SP             | Preservado                 | Pintura mural   |